# Univerza v Freiburgu
Univerza v Freiburgu (nemško Albert-Ludwigs-Universität Freiburg) je univerza v Freiburgu (Nemčija), ki je bila ustanovljena leta 1457. Je peta najstarejša fakulteta v Nemčiji.

## Fakultete
- Teološka fakulteta v Freiburgu (nemško Theologische Fakultät; ustanovljena 1457)
- Pravna fakulteta v Freiburgu (nemško Rechtswissenschaftliche Fakultät; ustanovljena 1457)
- Medicinska fakulteta v Freiburgu (nemško Medizinische Fakultät; ustanovljena 1457)
- Fakulteta za ekonomske in vedenjske vede v Freiburgu (nemško Wirtschafts- und Verhaltenswissenschaftliche Fakultät; ustanovljena 2002)
- Filološka fakulteta v Freiburgu (nemško Philologische Fakultät, ustanovljena 2002)
- Filozofska fakulteta v Freiburgu (nemško Philosophische Fakultät; ustanovljena 1457)
- Fakulteta za matematiko in fiziko v Freiburgu (nemško Fakultät für Mathematik und Physik)
  - Inštitut za matematiko
  - Inštitut za fiziko
- Fakulteta za kemijo, farmacijo in vede o zemlji v Freiburgu (nemško Fakultät für Chemie, Pharmazie und Geowissenschaften)
- Fakulteta za biologijo v Freiburgu (nemško Fakultät für Biologie, ustanovljena 1970)
- Fakulteta za gozdarske in okoljske vede v Freiburgu (nemško Fakultät für Forst- und Umweltwissenschaften, ustanovljena 1957)
- Strojna fakulteta v Freiburgu (nemško Technische Fakultät, ustanovljena 1995)